# Jesús Segovia
Jesús Segovia, bei RSSSF auch als Jesús Zegovia bezeichnet, ist ein ehemaliger argentinischer Fußballspieler auf der Position des Verteidigers.

## Leben
Segovia spielte in der Saison 1945/46 für den CD Tampico sowie die nächsten drei Jahre bis zu ihrem Rückzug aus der Liga Mayor 1949 für die Asociación Deportiva Orizabeña. In der Saison 1949/50 spielte er für deren Stadtrivalen Moctezuma und anschließend für den dritten Erstligisten im Bundesstaat Veracruz, CD Veracruz.
Später wechselte Segovia zum CD Marte, mit dem er in der Saison 1953/54 die Meisterschaft und den Supercup gewann. In den folgenden zwei Spielzeiten stand Segovia bei Deportivo Toluca unter Vertrag, mit dem er 1956 den mexikanischen Pokalwettbewerb gewann.

## Erfolge
- Mexikanischer Meister: 1954 (mit Marte)
- Mexikanischer Pokalsieger: 1956 (mit Toluca)
- Mexikanischer Supercup: 1954 (mit Marte)